# مزرعه سرحدی
مزرعه سرحدی یک منطقهٔ مسکونی در ایران است که در دهستان ریزآب واقع شده‌است. مزرعه سرحدی ۶۰ نفر جمعیت دارد.